# Електрогорськ
Електрогорськ (рос. Электрогорск) — місто обласного значення в Московській області РФ, розташований за 70 км на схід від Москви, залізнична станція.

## Міський округ
Межі міського округу Електрогорськ встановлені Законом Московської області від 29 жовтня 2004 року. До його складу входить лише місто Електрогорськ.

## Міська символіка
Місто Електрогорськ має власні символи, якими є герб та прапор. Діючий герб було затверджено Радою депутатів міста 16 листопада 2001 року, прапор — 24 лютого 2004 року.

## Історія

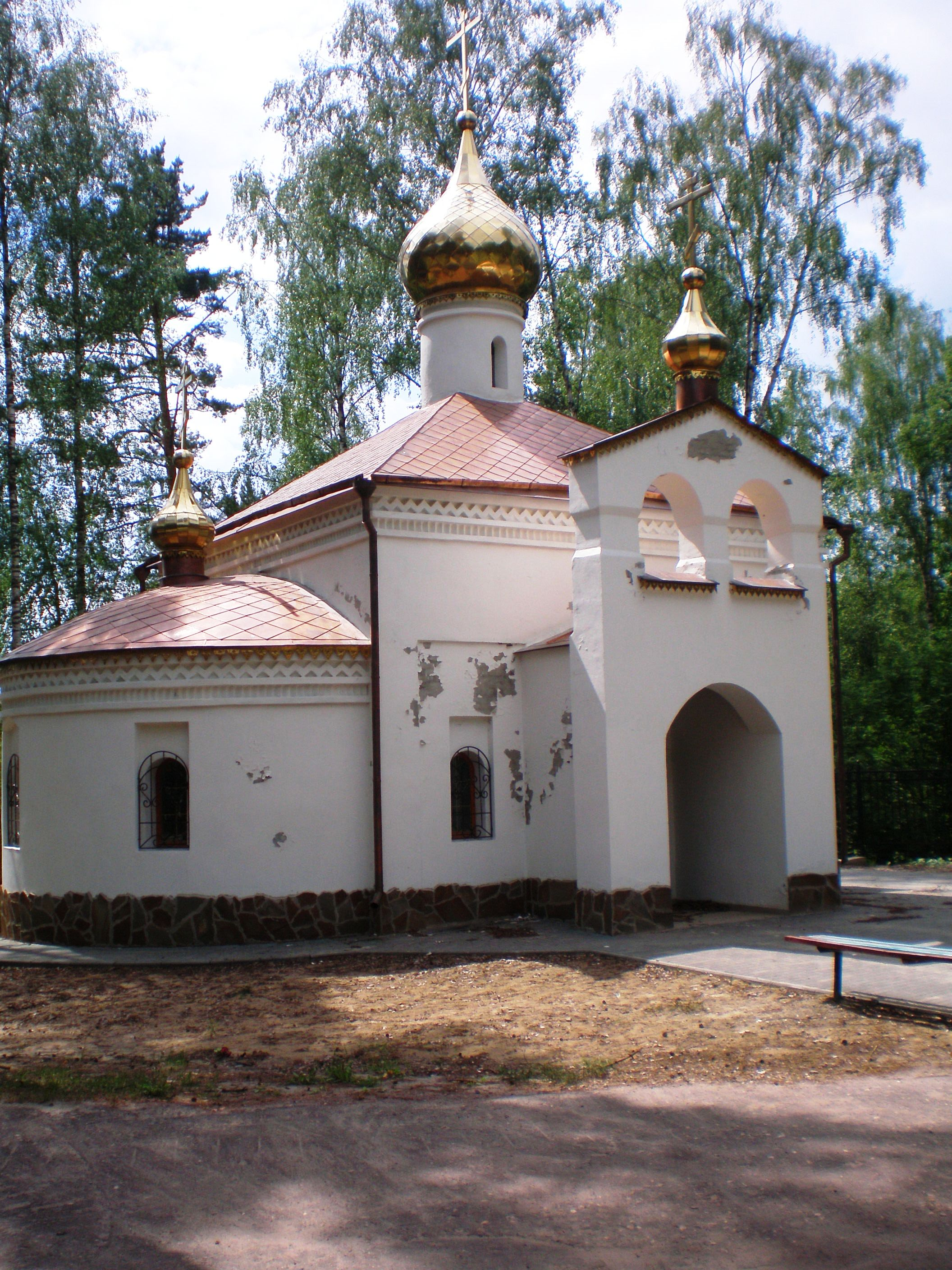
Церква на цвинтарі

У 1911 році на березі озера Госьбужжє в Богородському повіті почалось будівництво електростанції, яка працювала за рахунок торфу з навколишніх боліт. У травні 1912 року до електростанції було прокладено вузькоколійку якою з Німеччини постачалось обладнання. У 1914 році енергією станції вже користувались сусідні підприємства.
У лютому 1918 року електростанцію було націоналізовано, а вже у березні 1918 року були виділені гроші для розширення електростанції. Одночасно росло селище, яке тоді називалось Електропередача — до 1921 року його населення становило 4576 людей. У 1925 році було відкрито сполучення по новозбудованій залізничній колії Павлово-Посад — Електропередача. Також зростав видобуток торфу, який був основним паливом для електростанції. З 1929 по 1939 рік річний видобуток торфу зріс з 540 тисяч тонн до 747 тисяч.

У роки німецько-радянської війни значна частина чоловічого населення селища пішла в армію. Водночас з початком військових дій у непрохідній ділянці боліт було створено польову артилерійську споряджувальну майстерню (ПАСМ), яка забезпечувала артилерійськими снарядами зенітні установки всього Московського округу ППО.
25 квітня 1946 року селище Електропередача отримало статус міста та нову назву — Електрогорськ.
У 1946 році в Електрогорську працювало два великих підприємства союзно-республіканського значення: ГРЕС-3 та торфопідприємство.
Водночас нове місто почало інтенсивно розбудовуватись. Наприкінці 50-х років почалось освоєння нових родовищ торфу у Володимирській області, також в Електрогорську у 1959 році почалось будівництво меблевого комбінату який почав роботу у 1964 році.
У 1985 році було спалено останній вагон із торфом і ГРЕС почала працювати на газі. У 1995 році спільно з шведською фірмою «АВВ» почалось будівництво нової електростанції.

## Населення
Чисельність мешканців Електрогорська за роками в тис.
| Рік  | тис. | Рік  | тис. | Рік  | тис  |
| ---- | ---- | ---- | ---- | ---- | ---- |
| 1939 | 12,4 | 1979 | 15,9 | 1996 | 18,8 |
| 1959 | 11,5 | 1989 | 18,4 | 1998 | 18,9 |
| 1970 | 13   | 1992 | 18,8 | 2001 | 19,1 |

## Освіта
У місті працює філія Московського економіко-енергетичного коледжу.

## Підприємства

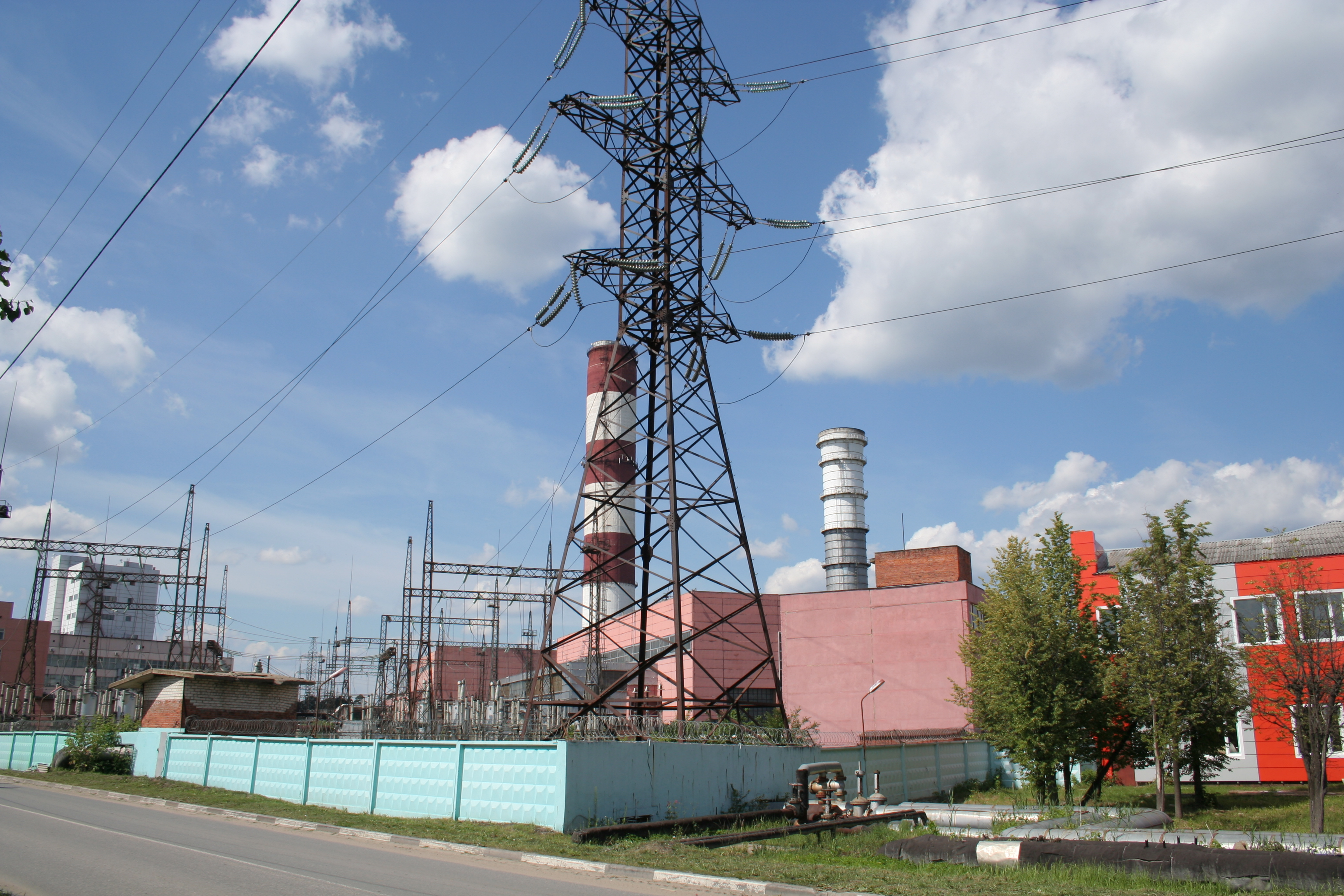
Електрогорська ГРЕС

- Найстарішим підприємством міста є ГРЕС N3 ім Классона, а найбільшим підприємством є ПК корпорація «Електрогорськмебель».
- Електрогорський дослідно-експериментальний завод є одним з провідних підприємств Росії в галузі проектування і виготовлення нестандартного устаткування для авторемонтних підпрємств.
- Електрогорський науково-дослідний центр з безпеки АЕС.
- Електрогорський інститут нафтопереробки
- Розплідник піддослідних тварин «Білий мох» НДІ вакцин та сивороток ім. Мечнікова
- «Антиген» — виробниицтво вакцин та сивороток, 1990 році увійшло до складу фармакологічного акціонерного товариства «Ферейн».

## Електрогорська вузькоколійка
Електрогорськ був початковим пунктом однієї з найбільших в регіоні вузькоколійних залізниць торфовивізного призначення. Найімовірніше її було відкрито у першому десятилітті XX століття. Ширина колії становила 600 мм. На вузькоколійці працювало два паротяги потужністю 50 к.с. кожен з 31 вагоном для перевезення торфу та одного вагону для проїзду приватних осіб. У 1920-х роках її було реконструйовано після чого вона отримала стандартну колію 750 мм, сполучення здійснювалось за маршрутом Електрогорськ — Дальня — Тимково — Ногінськ. Пік розвитку колії припав на 60-ті роки XX століття, після чого її почали поступово розбирати і, врешті, у 1994 році були розібрані останні ділянки вузькоколійки.